# Herbligen
Herbligen är en ort och kommun i distriktet Bern-Mittelland i kantonen Bern, Schweiz. Kommunen har 627 invånare (2023).